# What a Girl Wants
"What a Girls Wants" là đĩa đơn thứ hai trích từ album đầu tay Christina Aguilera của Christina Aguilera. Bài hát tiếp nối thành công của "Genie in a Bottle" khi đạt vị trí #1 ở Mỹ và lọt vào Top 5 tại Anh, Úc và Canada. Bài hát được biết nhiều đến với vai trò xác lập chỗ đứng của Aguilera trong nền công nghiệp âm nhạc. Nhiều nhà phê bình âm nhạc đã từng cho rằng Aguilera chỉ là một ca sĩ dạng one-hit wonder, nổi tiếng nhờ một bài rồi tắt ngóm, nhưng "What a Girls Wants" đã chứng minh được điều họ từng nhận xét là hoàn toàn sai lầm bởi Aguilera hoàn toàn không phải như họ nghĩ. Không những thế, bài hát còn đem về cho Aguilera một đề cử Grammy 2001 ở hạng mục Nữ ca sĩ trình diễn Pop xuất sắc nhất.

## Nhạc lý
"What a Girl Wants" bao gồm hai phiên bản khác nhau đều được viết bởi Shelly Peiken và Guy Roche. Cũng như "Genie in a Bottle", bản gốc "What a Girl Wants" chỉ là một bản teen pop thường thấy có giai điệu catchy và được xem là bài hát được viết ở nốt thấp nhất so với những bài hát Aguilera thể hiện sau này. Nhưng ở bản mới, bài hát đã được phối khí lại với tiết tấu nhanh hơn, lời bài hát và cách điều tiết giọng hát cũng khác hơn so với bản gốc. Tuy nhiên, ở cả hai bản đều không bộc lộ hết khả năng giọng hát của Aguilera cho nên cô thường thay đổi tempo và trình diễn A cappella, reggae hoặc hát gió bài hát này trong các tour diễn để có cơ hội khẳng định giọng hát của mình.
Nội dung bài hát nhận được phản hồi tốt từ phía các nhà phê bình âm nhạc lẫn khán giả bởi trong ca từ có phần lãng mạn, bay bổng và hồn nhiên hơn so với các mối quan hệ giới tính đế cập trong "Genie in a Bottle". Bài hát như một lời cảm ơn đến người bạn trai luôn đứng bên cạnh và không từ bỏ Aguilera khi cô cảm thấy mệt mỏi và cần thời gian để thở. Chính lúc ấy, người bạn trai luôn biết chính xác Aguilera muốn gì và cần gì để làm hài lòng cô. Như một cảm xúc chân thành ập đến, Aguilera bộc lộ lòng biết ơn của mình với chàng trai bằng những câu hát dễ thương: "What a girl wants? What a girl needs? Whatever makes me happy and sets you free. And I'm thanking you for knowing exactly...".

## Phát hành
Thật sự hãng RCA Records không muốn trích "What a Girl Wants" làm đĩa đơn thứ hai, cái họ muốn trích là "So Emotional". Nhưng theo Aguilera thì đó là một sự lựa chọn sai lầm bởi cô sẽ có nguy cơ trở thành một one-hit wonder nếu chọn "So Emotional". Aguilera đã đấu tranh rất dữ dội với RCA mới có thể bảo vệ được chính kiến của mình. Thế nhưng sau khi được hãng đĩa chấp thuận, Aguilera vẫn có cảm giác không an toàn nên đã quyết định thu âm lại "What a Girl Wants". Aguilera cũng quyết định đưa bản thu âm mới này vào album thay vì bản cũ và cho phát sóng thường xuyên trên radio cũng như trên kênh MTV.
Và đã đúng như mong đợi, "What a Girl Wants" cũng thành công vang dội không thua kém "Genie in a Bottle" khi nhanh chóng vọt lên vị trí #1 trên Billboard Hot 100 2 tuần liên tiếp và đều đứng đầu các bảng xếp hạng thuộc hệ thống Billboard. Tuy nhiên, bài hát lại ít thành công hơn ở các quốc gia khác khi chỉ lọt vào Top 5 tại Úc, Anh, Canada và Top 20 tại châu Âu.

## Video clip

Aguilera trong video "What a Girl Wants"

Video clip của "What a Girls Wants" được đạo diễn bởi Diane Martel, người từng thực hiện video đậm chất tuổi teen "Genie in a Bottle" cho Aguilera. Video rất thành công khi đem về cho Aguilera đến năm đề cử tại lễ trao giải MTV Video Music Awards năm 2000 ở các hạng mục Nghệ sĩ mới xuất sắc nhất, Video xuất sắc nhất của ca sĩ nữ, Video pop xuất sắc nhất, Video có vũ đạo đẹp nhất và Video được khán giả bình chọn nhiều nhất.
Khung cảnh trong video diễn ra chủ yếu tại một phòng sinh hoạt câu lạc bộ vào giờ nghỉ giải lao. Aguilera xuất hiện trong video vẫn chủ yếu trong trang phục quần rộng và áo ôm - loại trang phục phổ biến của các ca sĩ teen pop thời bấy giờ. Video bắt đầu với một căn phòng sinh hoạt đầy nam sinh rồi Aguilera xuất hiện và cùng với các nữ sinh khác bước vào phòng. Aguilera tiến đến bên bạn trai của mình bảo anh ta nhắm mắt lại để tạo sự bất ngờ cho màn trình diễn của cô và các bạn. Sau khi chuẩn bị xong, Aguilera bắt đầu hát và nhảy cùng các bạn. Trong video còn có cảnh Aguilera ngồi trên thùng bass hát và cảnh hóa thân thành một nàng công chúa với mái tóc xoăn dài ở đoạn bridge rất dễ thương. Video kết thúc với cảnh Aguilera và bạn trai ôm nhau hạnh phúc sau màn trình diễn tuyệt vời.

## Xếp hạng và chứng nhận doanh số
| Bảng xếp hạng (2000)           | Vị trí cao nhất |
| ------------------------------ | --------------- |
| Australian Singles Chart       | 5               |
| Austrian Singles Chart         | 22              |
| Belgian Ultratop 50 (Flanders) | 8               |
| Belgian Ultratop 40 (Wallonia) | 16              |
| Canadian Hot 100               | 5               |
| Dutch Top 40                   | 14              |
| Finnish Singles Chart          | 12              |
| French Singles Chart           | 11              |
| New Zealand Singles Chart      | 1               |
| Spanish Singles Chart          | 1               |
| Swedish Singles Chart          | 24              |
| Swiss Singles Chart            | 17              |
| UK Singles Chart               | 3               |
| Billboard Hot 100              | 1               |
| Pop Songs                      | 1               |
| Hot Dance Club Songs           | 18              |
| Adult Pop Songs                | 31              |

| Bảng xếp hạng (2000)     | Vị trí |
| ------------------------ | ------ |
| Australian Singles Chart | 74     |
| Dutch Singles Chart      | 98     |
| Swiss Singles Chart      | 84     |
| Billboard Hot 100        | 19     |

| Quốc gia  | Chứng nhận |
| --------- | ---------- |
| Úc        | Vàng Vàng  |
| Bỉ        | Vàng Vàng  |
| Thụy Điển | Vàng Vàng  |
| Mỹ        | Vàng Vàng  |